# OpenProdoc
OpenProdoc es un gestor documental que puede instalarse en múltiples plataformas, desarrollado en Java y publicado con licencia de software libre.
Además de las funciones de gestor documental, OpenProdoc incluye de forma integrada funciones de gestor de tesauros y gestión de referencias bibliográficas.

## Características
OpenProdoc incluye todas las características habituales de un Gestor Documental:
- Almacenamiento y recuperación de documentos.
- Almacenamiento y recuperación de expedientes.
- Gestión de versiones.
- Gestión de metadatos de documentos y expedientes.
- Seguridad basada en Listas de Control de Accesos (ACL).
- Gestión de usuarios, grupos y roles.
- Programación de tareas y eventos
- Gestión de múltiples tesauros multiidioma con importación y exportación en formato estándar SKOS.
- Gestión de referencias bibliográficas con importación y exportación en formato estándar RIS.
- Búsqueda por términos y palabras del contenido de los documentos con soporte para la mayoría de los formatos habituales de documentos.
- Gestión y creación de informes personalizados en diversos formatos de fichero (HTML, XML, CSV, TXT, RIS) para presentar los resultados o exportar conjuntos de documentos.
- Administración delegada, de forma que varias personas pueden repartirse diversas parcelas de la administración, con base en los roles definidos.
- Incluye un API que ofrece toda la funcionalidad del producto y que permite realizar integraciones con otras aplicaciones o productos Java.

Configurando OpenProdoc por medio de la interfaz de administración, sin utilizar ficheros de configuración, instituciones o empresas de diverso tipo pueden almacenar sus documentos y expedientes de forma controlada y segura, recuperándolos de acuerdo a diversos criterios.

## Arquitectura
OpenProdoc se ha construido utilizando un diseño similar al de los procesadores RISC, es decir utilizar un conjunto reducido de instrucciones para implementar todos los servicios. Eso tiene como consecuencia un tamaño muy reducido del producto y una velocidad alta de respuesta.
La arquitectura del producto es la habitual en gran parte de los productos ECM. Un servidor J2EE (o varios, si se desea utilizar alta disponibilidad) contiene el servidor de OpenProdoc, que gestiona todas las operaciones y que a su vez almacena:
- Información y metadatos de los documentos, configuración y usuarios en un servidor de base de datos.
- Los documentos propiamente dichos en diversos tipos de almacenamiento, como pueden ser sistemas de archivos, objetos binarios en base de datos o servicios en la nube como Amazon S3.
- Índices de texto completo utilizando el motor de indexación y búsqueda Apache Lucene.

Además del empaquetado o distribución antes citada, que requiere un proceso de instalación, el producto incluye dos distribuciones portables que no requieren instalación. Ambas almacenan documentos en una carpeta local y utilizan como base de datos HSQLDB. Una de ellas es una aplicación de escritorio y la otra es una aplicación web multiusuario que incluye preconfigurado el servidor de aplicaciones Jetty.